# Світовий чемпіонат спортивних автомобілів
Світовий Чемпіонат Спортивних автомобілів (англ. World Sporstcar Championship) — це змагання на витривалість спортивних автомобілів, яке проходило під егідою FIA з 1953 до 1992.
Цей чемпіонат протягом свого існування виріс із невеликих автомобільних змагань на витривалість з дюжиною учасників, які були із вищих прошарків населення, до високопрофесійної серії перегонів, в  якій брали участь світові автомобільні гіганти, не жаліючи мільйонів доларів в рік на свої спортивні команди. Офіційна назва серій змінювалася протягом багатьох років, проте вони все одно усім відомі як Світовий Чемпіонат Спортивних автомобілів (англ. World Sporstcar Championship), як і називалися з моменту створення у 1953 році.
Світовий Чемпіонат Спортивних автомобілів в той час був одним із двох головних авто спортивних змагань у світі поряд із Формулою 1. У 2012 році Світовий Чемпіонат Спортивних автомобілів був перероджений у World Endurance Championship, що є чемпіонатом світу на витривалість, котрий проводиться під егідою FIA.

## Траси
Протягом свого існування в календар чемпіонату входили 12 автодромів, багато з яких набули своєї популярності, ще до Другої Світової війни 1939-1945рр.
Перш за все це стосується європейських етапів Чемпіонату Світу Спортивних Автомобілів, тоді як більшість північноамериканських автодромів набули свого визнання якраз під час проведення серії на витривалість.
Отож, перелік автодромів:
- 24 Години Ле-Мана — 1953–
- Mille Miglia — 1953–1957
- 1000 км Нюрбургринга — 1953–
- RAC Tourist Trophy — 1953–1964
- 12 годин Себрінга — 1953–
- Каррера Панамерікана — 1953–1954
- Targa Florio — 1955–1973
- 1000 км Монзи — 1963–
- 1000 км Спа — 1963–
- 12 годин Реймсу — 1964–1965
- 24 години Дайтони — 1966–1981
- 1000 км Буенос-Айресу — 1954–1972
- 1000 км Цельтвегу — 1969–1968
- 1000 км Фудзі — 1983–1988
- 200 миль Норісрингу — 1984–1988
- 6 годин Воткінса-Глена — 1968-1971,1973-1980

## Історія

### 1953 до 1961
У ранніх роках, сьогодні легендарні траси, як наприклад Mille Miglia, Каррера Панамерикана і Targa Florio були частиною календаря пліч-о-пліч із 24 Годинами Ле-Ману і 12 Годинами Себрінгу. Такі відомі виробники, як наприклад Ferrari, Maserati, Mercedes-Benz, Porsche, і  Aston Martin часто запрошували до себе гонщиків із великим досвідом із Формули 1. Та все ж таки, більшість пілотів пелетону складали приватники та автомобільні ентузіасти, котрі мали гроші або багатих спонсорів.
Автомобілі учасників перегонів були модифіковані у дорожні версії, які в свою чергу ділилися на класи учасників змагань.
В цей період найжорсткіша конкуренція під час перегонів була між двома виробниками — Ferrari і Maserati.Не зважаючи на той факт, що  остання таки здобула більше перемог на автодромах чемпіонату, та все ж не змогла завоювати сам титул Чемпіона Світу. Працівники команди Mercedes-Benz зійшли з дистанції у 1955 році через аварію в Ле-Мані, в той час як маленька фабрична команда Aston Martin боролася за успіх у 1957 і 1958 роках, поки нарешті не виграли чемпіонат у 1959. Також впадає в око команда Jaguar, успішні результати якої взагалі були відсутні.

### 1962 до 1965
У 1962, календар чемпіонату був розширений, щоб включити менші траси.  FIA в цей час перемістила центр своєї уваги на залучення до чемпіонату нових автомобільних виробників, що повинно було привести до збільшення конкуренції і головне, видовища, шоу, те задля чого люди і люблять перегони.
Назва чемпіонату була змінена на Міжнародний Чемпіонат Автовиробників. Крім того зміна назви привела і до збільшення автомобільних класів учасників перегонів — їх стало 3.

### 1966 до 1981
Подивіться також: Європейський Чемпіонат Спортивних Автомобілів.
Починаючись від 1966, класи S (група 5 — спортивні автомобілі L) і P (прототипи) були найконкурентноздатнішими. А між такими автомобілями, як наприклад Ferrari512S, Ford GT40, Alfa Romeo 33, Porsche 906, Porsche 908, Porsche 917 і Cobra Shelby йшла жорстка боротьба. Сучасники називають той період Золотим у XX столітті, серед автомобільних змагань світу.
У 1972 прототипи Групи 6 і спортивні автомобілі Групи 5  були замінені новою Групою 5 -Спортивний Автомобільний клас. Ці автомобілі були обмежені двигунами, об'ємом в 3л. Та автовиробники поступово втратили цікавість до цих змагань через нові правила.
Нова Група 5 — Спортивні Автомобілі, разом з Групою 4 — Туристичні
Автомобілі, повинні були боротися у нещодавно перейменованому FIA — Світовий Чемпіонат Автовиробників з 1972 до 1975 років. З 1976 до 1981 Світовий Чемпіонат Автовиробників був відкритий для Групи 5 — Спеціальні серійні автомобілі та інші грандові моделі Групи 4. Саме і цей період майже непереможний Porsche 935 домінує в чемпіонаті.
Прототипи повернулися в 1976 як автомобілі Групи 6 з їх власними серіями, Світовим Чемпіонатом Спортивних Автомобілів, але це мало тривати тільки протягом двох сезонів. У 1981, FIA знову змінила чемпіонат. Автомобілям Групи B також було дозволено брати участь в гонках, але заходи цього класу були рідкісними, тому з часом автомобілі Групи B повністю зникли з серій змагань, забираючи з собою уявлення про той прототип, що раніше домінував на усіх чемпіонатах.
Porsche був першим конструктором, що приєднався до серії, разом з 956, але незабаром кілька інших марок також приєдналися до серії, в тому числі Jaguar Cars, Mercedes-Benz, Nissan, Toyota, Mazda і Aston Martin. Оскільки з часом ціни і  витрати збільшилися, був створений новий клас С2 (спочатку називався С Молодший)  для приватних команд і дрібних виробників, з великою кількістю обмежень на витрату палива. В цьому нижчому класі використовується мотор автомобілів або  BMW M1, або новий Cosworth DFL. Але ця умова могла і не зберігатись, тому що,як і в основному класі, усі рішення приймались кожним виробником поокремо.  Alba, Tiga, Spice and Ecurie Ecosse були найбільш конкурентоспроможними моделями у цьому класі.

### 1982 - 1992
Подивіться також: Європейський Чемпіонат Спортивних Автомобілів.
У 1982 році FIA намагається протистояти тривожному підйому двигуна Групи 5, Спеціальних серійних автомобілів, представлених уже новою групою C - категорією для закритих спортивних прототипів (спеціально для гоночних автомобілів), що обмежують споживання палива (теорія полягає в тому, що обмежуючи споживання палива, регулятори мотора можуть бути більш розслабленими). Хоча ця зміна була небажаною серед деяких з приватних команд, підтримка нових правил самими виробниками  була величезною. Деякі зі "старої гвардії" виробників повернулися в Чемпіонат Спортивних Автомобілів протягом найближчих двох років, додаючи різноманітності кожній з серій гонок. Відповідно до нових правил теоретично було можливим, щоб безнадувні двигуни конкурували з новими дорогими просунутими, які домінували  в 70-х і початку 80-х. Крім того, більшість гонок займали 500 або 1000 км, і, як правило, проходились за три-шість годин. Відповідно, було абсолютно можливим підкреслити більший аспект "витривалості" змагань. У той час як формула Групи C повернула значну частину  виробників назад в спорт,  знову Porsche - з його 956 & 962 лінії Групи C  продовжувало тримати  панування у  спорті.
Для 1986 року  World Endurance Championship (Чемпіонат Світу на витривалість) став відомим під назвою World Sports-Prototype Championship (Світовий чемпіонат спортивного прототипу).
Хоча формула Групи С була успішною і збирала стадіони натовпами від 50 до 70 тис. на чемпіонських гонках, FIA  за наказом віце-президент FIA Берні Екклстоуна вводить нові правила на 1991 рік. Нова класифікація, відома як Група C категорії 1, була розроблена для  двигунів Формули 1. Хоча сила  в цілому  була меншою,  ніж в існуючих автомобілів Групи C, нові автомобілі вважаються одними з  найшвидших спортивних автомобілів, що коли-небудь існували.  Однак, пристосування до цих правил було повільним і лише частина автомобілів Категорії 1 були готові брати участь у сезоні 1991 року. В результаті, FIA дозволило автомобілям,  що відповідають нормам і правилам Групи С за стандартами до 1991 року, взяти участь в чемпіонаті протягом ще одного перехідного року. Однак все одно були проблеми з огляду на вагу та розподіл палива. У 1991 році чемпіонат знову змінив ім'я на FIA Sportscar World Championship - Чемпіонат Світу Спортивних  Автомобілів і були придумані інші правила для чемпіонату 1992 року, в якому була вже виключена участь Групи С.

### Занепад
Подивіться також: Європейський Чемпіонат на Витривалість.
В 1992 році Світовий Чемпіонат Спортивних автомобілів припинив своє існування.
Нове покоління гоночних двигунів чемпіонських спортивних автомобілів, із явною метою зниження витрат палива і підвищення конкуренції, швидко виявивилося вельми реальним. З покращенням автомобілів зросли і витрати. Виробники знову відмовлялися від серії спортивних автомобілів, розуміючи, що тепер у них є двигун, що відповідає стандартам Формули 1. Зокрема, Mercedes і Peugeot були  обрані  виключно для Формули 1. Більш екзотичні двигуни були недоступними для таких команд, як Spice та ADA, тому після того, як виробники залишили верхній клас спортивних гоночних автомобілів, їхня серія істотно впала. Відсутність записів означало те,що сезон 1993 скасовувався перед першою гонкою.
У 1994 році титул чемпіона світу спортивних автомобілів повернеться, цього разу в руках Міжнародної асоціації Автоспорт в Північній Америці для використання гонок серії IMSA GT.
Успіх серії приведе до співдружності з FIA в 1997 році, ставши Чемпіонатом FIA GT. Спортивні прототипи були потім виключно під контролем автомобільного клубу de l'Ouest (ACO).
Чемпіонат FIA  зрештою підвищує  статус світового чемпіонату в 2010 році і стає міжнародним.

### 2012 рік: повернення
У 2011 році FIA заявила про початок нового/старого чемпіонату світу на витривалість — FIA World Endurance Championship (Чемпіонат Світу на витривалість). Старт відбувся в 2012 році.
WSC — World Sportscar Championship/Світовий Чемпіонат Спортивних автомобілів
ICM — International Championship for GT Manufacturers/Міжнародний Чемпіонат Автовиробників
IPT — International GT Prototypes Trophy
ICSP — International Championship for Sports-Prototypes
ICSC — International Championship for Sports Cars
ICMIC — International Championship for Makes
International Cup for GT Cars
WCMIC — World Championship for Makes
International Cup for GT Cars
WCM — World Championship for Makes
WCSC — World Championship for Sports Cars
WEC — World Endurance Championship
WSPC — World Sports Prototype Championship
WSCC — World Sports Car Championship

## Переможці чемпіонату
| 1953 | World Championship for Sports Cars  | Ferrari                                                      | — \| align="center" \| — \|-                                        | 1954 | World Championship for Sports Cars | Ferrari | — \| align="center" \| — \|- | 1955 | World Championship for Sports Cars | Mercedes-Benz | — \| align="center" \| — \|- | 1956 | World Championship for Sports Cars | Ferrari | — \| align="center" \| — \|- | 1957 | World Championship for Sports Cars | Ferrari | — \| align="center" \| — \|- | 1958 | World Championship for Sports Cars | Ferrari | — \| align="center" \| — \|- | 1959 | World Championship for Sports Cars | Aston Martin | — \| align="center" \| — \|- | 1960 | World Championship for Sports Cars | Ferrari | — \| align="center" \| — \|- | 1961 | World Championship for Sports Cars | Ferrari | — \| align="center" \| — \|- | 1962 | International Championship for GT Manufacturers | Ferrari (+2.0) Porsche (2.0) Fiat-Abarth (1.0) | — \| align="center" \| — \|- | 1963 | International Championship for GT Manufacturers | Ferrari (+2.0) Porsche (2.0) Fiat-Abarth (1.0) | — \| align="center" \| — \|- | 1963 | International GT Prototypes Trophy | Ferrari | — \| align="center" \| — \|- | 1964 | International Championship for GT Manufacturers | Ferrari (+2.0) Porsche (2.0) Abarth-Simca (1.0) | — \| align="center" \| — \|- | 1964 | International GT Prototypes Trophy | Porsche | — \| align="center" \| — \|- | 1965 | International Championship for GT Manufacturers | Shelby (+2.0) Porsche (2.0) Abarth-Simca (1.3) | — \| align="center" \| — \|- | 1965 | International GT Prototypes Trophy | Ferrari | — \| align="center" \| — \|- | 1966 | International Championship for Sports-Prototypes | Ford (+2.0) Porsche (2.0) | — \| align="center" \| — \|- | 1966 | International Championship for Sports Cars | Ford (+2.0) Porsche (2.0) Abarth (1.3) | — \| align="center" \| — \|- | 1967 | International Championship for Sports-Prototypes | Ferrari (+2.0) Porsche (2.0) | — \| align="center" \| — \|- | 1967 | International Championship for Sports Cars | Ford (+2.0) Porsche (2.0) Abarth (1.3) | — \| align="center" \| — \|- | 1968 | International Championship for Makes International Cup for GT Cars | Ford Porsche | — \| align="center" \| — \|- | 1969 | International Championship for Makes International Cup for GT Cars | Porsche | — \| align="center" \| — \|- | 1970 | International Championship for Makes International Cup for GT Cars | Porsche | — \| align="center" \| — \|- | 1971 | International Championship for Makes International Cup for GT Cars | Porsche | — \| align="center" \| — \|- | 1972 | World Championship for Makes International Cup for GT Cars | Ferrari Porsche | — \| align="center" \| — \|- | 1973 | World Championship for Makes International Cup for GT Cars | Matra Porsche | — \| align="center" \| — \|- | 1974 | World Championship for Makes International Cup for GT Cars | Matra Porsche | — \| align="center" \| — \|- | 1975 | World Championship for Makes International Cup for GT Cars | Alfa Romeo Porsche | — \| align="center" \| — \|- | 1976 | World Championship for Makes | Porsche | — \| align="center" \| — \|- | 1976 | World Championship for Sports Cars | Porsche | — \| align="center" \| — \|- | 1977 | World Championship for Makes | Porsche | — \| align="center" \| — \|- | 1977 | World Championship for Sports Cars | Alfa Romeo | — \| align="center" \| — \|- | 1978 | World Championship for Makes | Porsche | — \| align="center" \| — \|- | 1979 | World Championship for Makes | Porsche (+2.0) Lancia (2.0) | — \| align="center" \| — \|- | 1980 | World Championship for Makes | Porsche (+2.0) Lancia (2.0) | — \| align="center" \| — \|- | 1981 | World Endurance Championship | Porsche (+2.0) Lancia (2.0) | — \| Боб Герретсон |
| 1982 | World Endurance Championship        | Porsche                                                      | — \| Джекі Ікс                                                      |      |                                    |         |                              |      |                                    |               |                              |      |                                    |         |                              |      |                                    |         |                              |      |                                    |         |                              |      |                                    |              |                              |      |                                    |         |                              |      |                                    |         |                              |      |                                                 |                                                |                              |      |                                                 |                                                |                              |      |                                    |         |                              |      |                                                 |                                                 |                              |      |                                    |         |                              |      |                                                 |                                                |                              |      |                                    |         |                              |      |                                                  |                           |                              |      |                                            |                                        |                              |      |                                                  |                              |                              |      |                                            |                                        |                              |      |                                                                    |              |                              |      |                                                                    |         |                              |      |                                                                    |         |                              |      |                                                                    |         |                              |      |                                                            |                 |                              |      |                                                            |               |                              |      |                                                            |               |                              |      |                                                            |                    |                              |      |                              |         |                              |      |                                    |         |                              |      |                              |         |                              |      |                                    |            |                              |      |                              |         |                              |      |                              |                             |                              |      |                              |                             |                              |      |                              |                             |                    |
| 1983 | World Endurance Championship        | Porsche (C) Alba — Giannini (C Jnr) Porsche (B)              | — \| Джекі Ікс                                                      |      |                                    |         |                              |      |                                    |               |                              |      |                                    |         |                              |      |                                    |         |                              |      |                                    |         |                              |      |                                    |              |                              |      |                                    |         |                              |      |                                    |         |                              |      |                                                 |                                                |                              |      |                                                 |                                                |                              |      |                                    |         |                              |      |                                                 |                                                 |                              |      |                                    |         |                              |      |                                                 |                                                |                              |      |                                    |         |                              |      |                                                  |                           |                              |      |                                            |                                        |                              |      |                                                  |                              |                              |      |                                            |                                        |                              |      |                                                                    |              |                              |      |                                                                    |         |                              |      |                                                                    |         |                              |      |                                                                    |         |                              |      |                                                            |                 |                              |      |                                                            |               |                              |      |                                                            |               |                              |      |                                                            |                    |                              |      |                              |         |                              |      |                                    |         |                              |      |                              |         |                              |      |                                    |            |                              |      |                              |         |                              |      |                              |                             |                              |      |                              |                             |                              |      |                              |                             |                    |
| 1984 | World Endurance Championship        | Porsche (C) Alba — Giannini (C Jnr) BMW (B)                  | — \| Стефан Білоф                                                   |      |                                    |         |                              |      |                                    |               |                              |      |                                    |         |                              |      |                                    |         |                              |      |                                    |         |                              |      |                                    |              |                              |      |                                    |         |                              |      |                                    |         |                              |      |                                                 |                                                |                              |      |                                                 |                                                |                              |      |                                    |         |                              |      |                                                 |                                                 |                              |      |                                    |         |                              |      |                                                 |                                                |                              |      |                                    |         |                              |      |                                                  |                           |                              |      |                                            |                                        |                              |      |                                                  |                              |                              |      |                                            |                                        |                              |      |                                                                    |              |                              |      |                                                                    |         |                              |      |                                                                    |         |                              |      |                                                                    |         |                              |      |                                                            |                 |                              |      |                                                            |               |                              |      |                                                            |               |                              |      |                                                            |                    |                              |      |                              |         |                              |      |                                    |         |                              |      |                              |         |                              |      |                                    |            |                              |      |                              |         |                              |      |                              |                             |                              |      |                              |                             |                              |      |                              |                             |                    |
| 1985 | World Endurance Championship        | — \| Rothmans Porsche (C) Spice Engineering (C2)             | Дерек Белл (С) Ганс-Йоахім Штук (С) Гордон Спайз (С2) Рай Белм (С2) |      |                                    |         |                              |      |                                    |               |                              |      |                                    |         |                              |      |                                    |         |                              |      |                                    |         |                              |      |                                    |              |                              |      |                                    |         |                              |      |                                    |         |                              |      |                                                 |                                                |                              |      |                                                 |                                                |                              |      |                                    |         |                              |      |                                                 |                                                 |                              |      |                                    |         |                              |      |                                                 |                                                |                              |      |                                    |         |                              |      |                                                  |                           |                              |      |                                            |                                        |                              |      |                                                  |                              |                              |      |                                            |                                        |                              |      |                                                                    |              |                              |      |                                                                    |         |                              |      |                                                                    |         |                              |      |                                                                    |         |                              |      |                                                            |                 |                              |      |                                                            |               |                              |      |                                                            |               |                              |      |                                                            |                    |                              |      |                              |         |                              |      |                                    |         |                              |      |                              |         |                              |      |                                    |            |                              |      |                              |         |                              |      |                              |                             |                              |      |                              |                             |                              |      |                              |                             |                    |
| 1986 | World Sports Prototype Championship | — \| Brun Motorsport (C) Ecurie Ecosse (C2)                  | Дерек Белл (С) Ганс-Йоахім Штак (С) Гордон Спайз (С2) Рай Белм (С2) |      |                                    |         |                              |      |                                    |               |                              |      |                                    |         |                              |      |                                    |         |                              |      |                                    |         |                              |      |                                    |              |                              |      |                                    |         |                              |      |                                    |         |                              |      |                                                 |                                                |                              |      |                                                 |                                                |                              |      |                                    |         |                              |      |                                                 |                                                 |                              |      |                                    |         |                              |      |                                                 |                                                |                              |      |                                    |         |                              |      |                                                  |                           |                              |      |                                            |                                        |                              |      |                                                  |                              |                              |      |                                            |                                        |                              |      |                                                                    |              |                              |      |                                                                    |         |                              |      |                                                                    |         |                              |      |                                                                    |         |                              |      |                                                            |                 |                              |      |                                                            |               |                              |      |                                                            |               |                              |      |                                                            |                    |                              |      |                              |         |                              |      |                                    |         |                              |      |                              |         |                              |      |                                    |            |                              |      |                              |         |                              |      |                              |                             |                              |      |                              |                             |                              |      |                              |                             |                    |
| 1987 | World Sports Prototype Championship | — \| Silk Cut Jaguar (C) Spice Engineering (C2)              | Рауль Боесел (С) Гордон Спайз (С2) Фермін Велез (С2)                |      |                                    |         |                              |      |                                    |               |                              |      |                                    |         |                              |      |                                    |         |                              |      |                                    |         |                              |      |                                    |              |                              |      |                                    |         |                              |      |                                    |         |                              |      |                                                 |                                                |                              |      |                                                 |                                                |                              |      |                                    |         |                              |      |                                                 |                                                 |                              |      |                                    |         |                              |      |                                                 |                                                |                              |      |                                    |         |                              |      |                                                  |                           |                              |      |                                            |                                        |                              |      |                                                  |                              |                              |      |                                            |                                        |                              |      |                                                                    |              |                              |      |                                                                    |         |                              |      |                                                                    |         |                              |      |                                                                    |         |                              |      |                                                            |                 |                              |      |                                                            |               |                              |      |                                                            |               |                              |      |                                                            |                    |                              |      |                              |         |                              |      |                                    |         |                              |      |                              |         |                              |      |                                    |            |                              |      |                              |         |                              |      |                              |                             |                              |      |                              |                             |                              |      |                              |                             |                    |
| 1988 | World Sports Prototype Championship | — \| Silk Cut Jaguar (C) Spice Engineering (C2)              | Мартін Брундле (С) Гордон Спайз (С2) Рай Беллм (С2)                 |      |                                    |         |                              |      |                                    |               |                              |      |                                    |         |                              |      |                                    |         |                              |      |                                    |         |                              |      |                                    |              |                              |      |                                    |         |                              |      |                                    |         |                              |      |                                                 |                                                |                              |      |                                                 |                                                |                              |      |                                    |         |                              |      |                                                 |                                                 |                              |      |                                    |         |                              |      |                                                 |                                                |                              |      |                                    |         |                              |      |                                                  |                           |                              |      |                                            |                                        |                              |      |                                                  |                              |                              |      |                                            |                                        |                              |      |                                                                    |              |                              |      |                                                                    |         |                              |      |                                                                    |         |                              |      |                                                                    |         |                              |      |                                                            |                 |                              |      |                                                            |               |                              |      |                                                            |               |                              |      |                                                            |                    |                              |      |                              |         |                              |      |                                    |         |                              |      |                              |         |                              |      |                                    |            |                              |      |                              |         |                              |      |                              |                             |                              |      |                              |                             |                              |      |                              |                             |                    |
| 1989 | World Sports Prototype Championship | — \| Team Sauber Mercedes (C) Chamberlain Engineering (C2)   | Жан-Люїс Шлессер (С) Нік Адамс (С2) Фермін Велез(С2)                |      |                                    |         |                              |      |                                    |               |                              |      |                                    |         |                              |      |                                    |         |                              |      |                                    |         |                              |      |                                    |              |                              |      |                                    |         |                              |      |                                    |         |                              |      |                                                 |                                                |                              |      |                                                 |                                                |                              |      |                                    |         |                              |      |                                                 |                                                 |                              |      |                                    |         |                              |      |                                                 |                                                |                              |      |                                    |         |                              |      |                                                  |                           |                              |      |                                            |                                        |                              |      |                                                  |                              |                              |      |                                            |                                        |                              |      |                                                                    |              |                              |      |                                                                    |         |                              |      |                                                                    |         |                              |      |                                                                    |         |                              |      |                                                            |                 |                              |      |                                                            |               |                              |      |                                                            |               |                              |      |                                                            |                    |                              |      |                              |         |                              |      |                                    |         |                              |      |                              |         |                              |      |                                    |            |                              |      |                              |         |                              |      |                              |                             |                              |      |                              |                             |                              |      |                              |                             |                    |
| 1990 | World Sports Prototype Championship | — \| Team Sauber Mercedes                                    | Жан-Люїс Шлессер Мауро Балді                                        |      |                                    |         |                              |      |                                    |               |                              |      |                                    |         |                              |      |                                    |         |                              |      |                                    |         |                              |      |                                    |              |                              |      |                                    |         |                              |      |                                    |         |                              |      |                                                 |                                                |                              |      |                                                 |                                                |                              |      |                                    |         |                              |      |                                                 |                                                 |                              |      |                                    |         |                              |      |                                                 |                                                |                              |      |                                    |         |                              |      |                                                  |                           |                              |      |                                            |                                        |                              |      |                                                  |                              |                              |      |                                            |                                        |                              |      |                                                                    |              |                              |      |                                                                    |         |                              |      |                                                                    |         |                              |      |                                                                    |         |                              |      |                                                            |                 |                              |      |                                                            |               |                              |      |                                                            |               |                              |      |                                                            |                    |                              |      |                              |         |                              |      |                                    |         |                              |      |                              |         |                              |      |                                    |            |                              |      |                              |         |                              |      |                              |                             |                              |      |                              |                             |                              |      |                              |                             |                    |
| 1991 | World Sports Car Championship       | — \| Silk Cut Jaguar                                         | Тео Фабі                                                            |      |                                    |         |                              |      |                                    |               |                              |      |                                    |         |                              |      |                                    |         |                              |      |                                    |         |                              |      |                                    |              |                              |      |                                    |         |                              |      |                                    |         |                              |      |                                                 |                                                |                              |      |                                                 |                                                |                              |      |                                    |         |                              |      |                                                 |                                                 |                              |      |                                    |         |                              |      |                                                 |                                                |                              |      |                                    |         |                              |      |                                                  |                           |                              |      |                                            |                                        |                              |      |                                                  |                              |                              |      |                                            |                                        |                              |      |                                                                    |              |                              |      |                                                                    |         |                              |      |                                                                    |         |                              |      |                                                                    |         |                              |      |                                                            |                 |                              |      |                                                            |               |                              |      |                                                            |               |                              |      |                                                            |                    |                              |      |                              |         |                              |      |                                    |         |                              |      |                              |         |                              |      |                                    |            |                              |      |                              |         |                              |      |                              |                             |                              |      |                              |                             |                              |      |                              |                             |                    |
| 1992 | World Sports Car Championship       | — \| Peugeot Talbot Sport (C1) Chamberlain Engineering (Cup) | Дерек Варвік (С1) Янчик Далмас (С1) Фердинанд де Лессепс(Cup)       |      |                                    |         |                              |      |                                    |               |                              |      |                                    |         |                              |      |                                    |         |                              |      |                                    |         |                              |      |                                    |              |                              |      |                                    |         |                              |      |                                    |         |                              |      |                                                 |                                                |                              |      |                                                 |                                                |                              |      |                                    |         |                              |      |                                                 |                                                 |                              |      |                                    |         |                              |      |                                                 |                                                |                              |      |                                    |         |                              |      |                                                  |                           |                              |      |                                            |                                        |                              |      |                                                  |                              |                              |      |                                            |                                        |                              |      |                                                                    |              |                              |      |                                                                    |         |                              |      |                                                                    |         |                              |      |                                                                    |         |                              |      |                                                            |                 |                              |      |                                                            |               |                              |      |                                                            |               |                              |      |                                                            |                    |                              |      |                              |         |                              |      |                                    |         |                              |      |                              |         |                              |      |                                    |            |                              |      |                              |         |                              |      |                              |                             |                              |      |                              |                             |                              |      |                              |                             |                    |

## Зовнішні посилання
- WSC Results (англ.)
- World Sportscar Championship stats (англ.)